# Ozodicera placata
Ozodicera placata är en tvåvingeart som beskrevs av Alexander 1966. Ozodicera placata ingår i släktet Ozodicera och familjen storharkrankar.
Artens utbredningsområde är Peru. Inga underarter finns listade i Catalogue of Life.